# Nordbögge
Nordbögge ist ein Ortsteil im Nordwesten der Gemeinde Bönen im Kreis Unna in Nordrhein-Westfalen.

## Geographie
Der größte Teil Nordbögges liegt zwischen der südlich verlaufenden A 2 und der nördlich verlaufenden Bahnstrecke Dortmund–Hamm. Nördlich an die Bahnstrecke angrenzend befinden sich entlang der Höfener Straße noch einige wenige Häuser, die ebenfalls zum Einzugsgebiet Nordbögges gehören. Im Osten wird der Ort durch die Landstraße 665 begrenzt.

## Geschichte
Während des Zweiten Weltkriegs blieb das heutige Nordbögge lange von alliierten Luftangriffen weitgehend unbehelligt. Im Zuge des im Jahr 1942 intensivierten Luftschutzprogrammes wurden im direkten Umfeld von Nordbögge Luftschutzeinrichtungen für die Bevölkerung geschaffen. Statt der in den Großstädten häufig erbauten Hochbunker entschied man sich in Altenbögge für einen Schutzstollen unterhalb des Zechenplatzes der Zeche Königsborn. Dieser Schutzstollen verfügte über eine Länge von fast 500 Metern und lag 15 Meter tief unter der Erde. Mit seinen zahlreichen Verzweigungen konnte er fast 4000 Personen Platz bieten. Im Oktober 1943 wurde der Schutzraum für die Bevölkerung freigegeben. Darüber hinaus wurden viele Keller privater Hauseigentümer zu Schutzräumen ausgebaut. Ab dem Frühjahr 1944 begann die US Air Force mit der gezielten Bombardierung der deutschen Kohleindustrie bei Tag, so dass der Schutzstollen auch den Einwohnern Nordbögges Schutz bot. Mit dem Vormarsch der Alliierten auf deutsches Gebiet ab dem Herbst 1944 kam es zu Tieffliegerangriffen, die sich während der Bildung des Ruhrkessels am 1. April 1945 verstärkten. Am 27. März unternahmen schließlich alliierte Bomberverbände einen Angriff auf den Raum Bönen, der mehr als 70 Todesopfer forderte. Am 8. April 1945 besetzten US-Streitkräfte die Stadt Werl und begannen mit den Vorbereitungen zur Einnahme Altenbögge-Bönens. Nach sporadischem Widerstand von Resten der 116. Panzer-Division Windhund besetzte das 379. Regiment der 95. US Infanterie-Division Bönen am 9. April 1945. Bereits am Vormittag des 9. April 1945 wurde Kirchspiel vom 2. Bataillon/E-Company der 95. US-ID eingenommen. Von dort aus rückte dann die F-Company auf Nordbögge vor. Dabei stießen die US-Soldaten auf keinen Widerstand. Erst beim weiteren Vorstoß auf Kamen wurde der Vormarsch gegen 15 Uhr von deutschen Truppen vorübergehend gestoppt.
Nordbögge wurde am 1. Januar 1968 nach Bönen eingemeindet.

### Einwohner
| Jahr | Einwohner |
| ---- | --------- |
| 1849 | 0333      |
| 1910 | 0545      |
| 1931 | 0681      |
| 1956 | 1102      |
| 1961 | 1123      |
| 1967 | 1211      |
| 1987 | 1518      |

| Jahr | Einwohner |
| ---- | --------- |
| 2003 | 1543      |
| 2007 | 1502      |
| 2013 | 1521      |
| 2019 | 1386      |
| 2022 | 1346      |

## Infrastruktur

### Verkehr

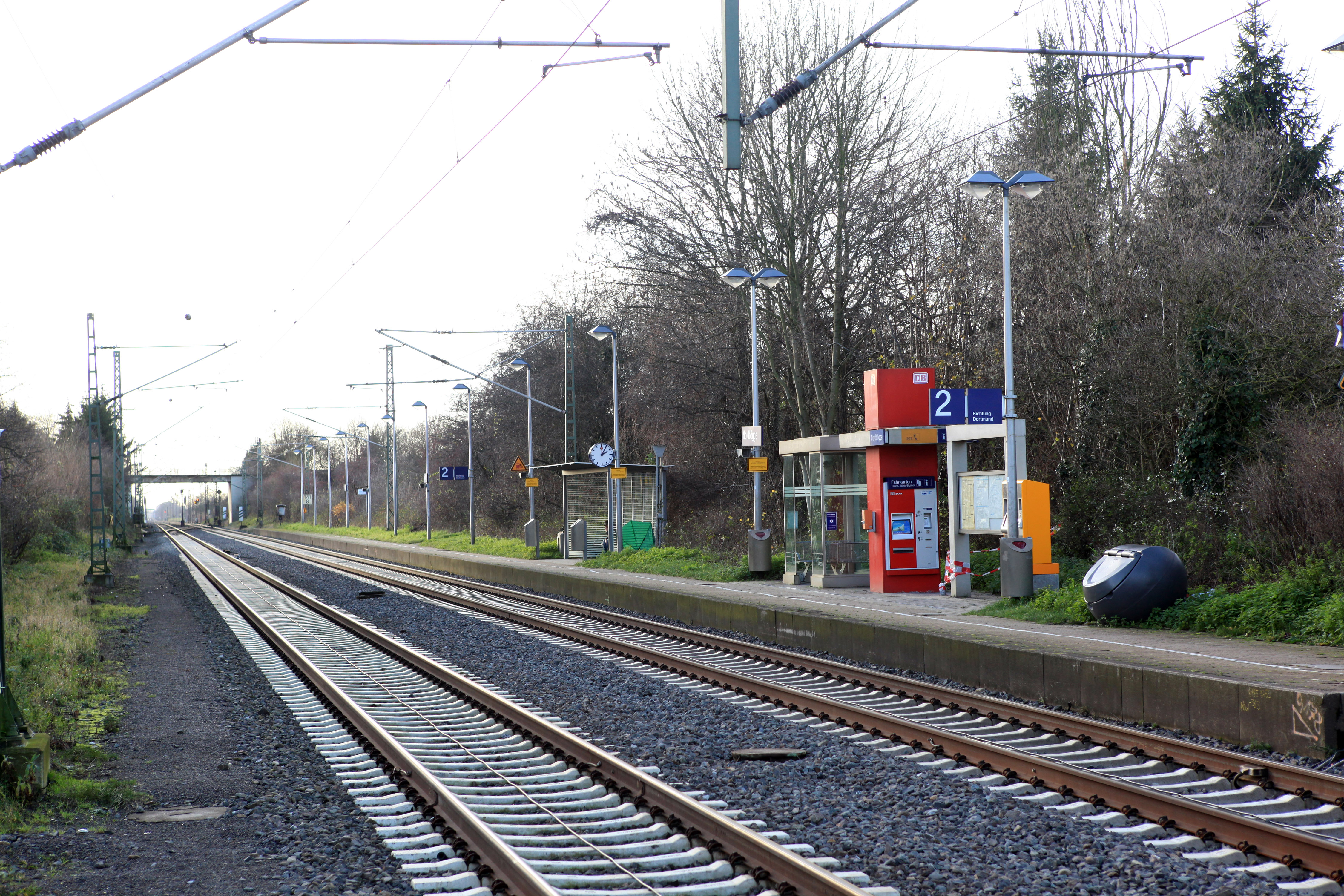
Station Bönen-Nordbögge

Durch Nordbögge führt die Hammer Straße, die von Heeren-Werve aus über Bönen verläuft. Sie wurde im Ort 2002 durch Erweiterung der Fahrbahn und Einrichtung eines neuen Radweges auf einer Seite vollständig erneuert. Außerdem gibt es in Nordbögge einen Haltepunkt an der Bahnstrecke Dortmund–Hamm, der im Rahmen der Erneuerung der Hammer Straße im Jahre 2002 umgebaut wurde. Dieser wird von den Regionalexpresszügen der Linien RE 1 und RE 3 bedient.
| Linie      | Verlauf | Takt    |
| ---------- | --- | ------- |
| RE 1 (RRX) | NRW-Express: Aachen Hbf – Aachen-Rothe Erde – Eilendorf (ein Zugpaar) –Stolberg (Rheinl) Hbf – Eschweiler Hbf – Langerwehe – Düren – Horrem – Köln-Ehrenfeld – Köln Hbf – Köln Messe/Deutz – Köln-Mülheim – Leverkusen Mitte – Düsseldorf-Benrath – Düsseldorf Hbf – Düsseldorf Flughafen – Duisburg Hbf – Mülheim (Ruhr) Hbf – Essen Hbf – Wattenscheid – Bochum Hbf – Dortmund Hbf – Dortmund-Kurl – Kamen-Methler – Kamen – Bönen-Nordbögge – Hamm (Westf) Hbf Stand: Fahrplanwechsel Dezember 2023 | 120 min |
| RE 3       | Rhein-Emscher-Express: Düsseldorf Hbf – Düsseldorf Flughafen – Duisburg Hbf – Oberhausen Hbf – Essen-Altenessen – Gelsenkirchen Hbf – Wanne-Eickel Hbf – Herne – Castrop-Rauxel Hbf – Dortmund-Mengede – Dortmund Hbf – Dortmund-Scharnhorst – Dortmund-Kurl – Kamen-Methler – Kamen – Bönen-Nordbögge – Hamm (Westf) Hbf Stand: Fahrplanwechsel Dezember 2023 | 60 min  |

Im Jahr 2002 wurde der Bahnübergang durch eine Ortsumgehungsstraße ersetzt, die von der Autobahnauffahrt Bönen bis nach Pelkum führt, Fußgänger können die Bahnlinie mithilfe einer neu errichteten Brücke überqueren.
Mit dem vorhandenen Haltepunkt an der Bahnstrecke Dortmund – Hamm und der Autobahnanschlussstelle Nr. 17 an die Bundesautobahn 2 hat Nordbögge, als kleiner Gemeindeteil, eine gute Anbindung an das Verkehrsnetz.

### Öffentliche Einrichtungen
Der Ortsteil Nordbögge verfügt über keine Schulen. Die Schüler müssen den Schulweg zu den Schulen im Gemeindezentrum auf sich nehmen. Die Evangelische Kindertageseinrichtung Immanuel im Trägerverbund des Evangelischen Kirchenkreises Hamm befindet sich gut erreichbar im Zentrum von Nordbögge.

## Sport
Im Jahr 2005 wurde der ehemalige Asche-Fußballplatz von Nordbögge vollständig erneuert und mit Kunstrasen belegt. Dort befindet sich das Vereinsheim des VfK Nordbögge 1931 e. V.

## Veranstaltungen/Kultur
In Nordbögge findet jedes Jahr traditionell am dritten Wochenende im August das Schützenfest auf dem Schützenplatz an der Schulstraße statt, bei dessen Königsparade diverse Schützenvereine aus den umliegenden Ortschaften teilnehmen. Veranstaltet wird es vom Schützenverein Nordbögge e. V. Beteiligt sind außerdem u. a. der Spielmannszug Nordbögge 1925 e. V., der MGV Nordbögge und der Bläserchor Bönen.
Auf dem Schützenplatz findet traditionell jedes Jahr an Ostern auch das Abbrennen eines Osterfeuers statt, bei dem die Ortseinwohner ihren Holzschnitt entsorgen können.
Seit 2005 findet auf dem Platz vor dem Feuerwehrhaus alle zwei Jahre ein Weihnachtsmarkt statt.
Des Weiteren gibt es einen Getränkemarkt sowie die Gaststätte „Dörnemann“.

## Söhne und Töchter der Stadt
- Reinhard Kiefer (* 12. Oktober 1956), Schriftsteller und Literaturwissenschaftler